# 19 ноября
19 ноября — 323-й день года (324-й в високосные годы) по григорианскому календарю.
До конца года остаётся 42 дня.
До 15 октября 1582 года — 19 ноября по юлианскому календарю, с 15 октября 1582 года — 19 ноября по григорианскому календарю.
В XX и XXI веках соответствует 6 ноября по юлианскому календарю.

## Праздники и памятные дни

### Международные
- Международный мужской день.
- ООН — Всемирный день туалета.

### Национальные
- Беларусь,  Россия,  Казахстан[2] — День ракетных войск и артиллерии.

### Профессиональные
- Россия: День преподавателя высшей школы[3].
- Украина:
  - День работников гидрометеорологической службы.
  - День стеклопроизводителя.

### Религиозные
Православие
 — Память святителя Павла, патриарха Константинопольского, исповедника (350 год);
 — память преподобного Варлаама Хутынского (1192 год);
 — память священномучеников Никиты (Делекторского), епископа Орехово-Зуевского, Анатолия Бержицкого, Арсения Троицкого, Николая Дворицкого, Николая Протасова, Константина Любомудрова, пресвитеров, преподобномучеников Варлаама (Никольского), Гавриила (Владимирова), Гавриила (Гура), преподобномучениц Нины (Шуваловой) и Серафимы (Горшковой) (1937 год);
 — память священномученика Василия Крылова, пресвитера (1938 год);
 — память преподобного Луки, иконома Печерского, в Ближних пещерах (XIII век);
 — память святителя Германа, архиепископа Казанского (1567 год);
 — память преподобного Варлаама Керетского (XVI век);
 — память мучениц Текусы, Александры, Полактии, Клавдии, Евфросинии, Анастасии и Матроны (III век);
 — память преподобного Луки Тавроменийского (около 800—820 годы)* Память преподобного Луки // Жития святых на русском языке, изложенные по руководству Четьих-Миней свт. Димитрия Ростовского : 12 кн., 2 кн. доп. — М.: Моск. Синод. тип., 1903—1916. — Т. III: Ноябрь, День 6. — С. 133..

## События

### До XIX века
- 1190 — основан Тевтонский орден.
- 1493 — в своём втором путешествии в Америку Колумб открыл остров Пуэрто-Рико.
- 1703 — в Бастилии умер узник, вошедший в историю как «человек в железной маске».
- 1740 — в ночь с 19 на 20 ноября регент малолетнего императора Ивана VI курляндский герцог Эрнст Иоганн Бирон был свергнут в результате дворцового заговора, руководимого Бурхардтом Минихом.

### XIX век
- 1809 — в битве при Оканье французская армия маршала Сульта разгромила испанскую армию Хуана Карлоса де Арейсаги.
- 1815 — присоединение Франции к Священному союзу.
- 1824 — крупнейшее в истории Санкт-Петербурга наводнение — уровень воды в Неве поднялся на 4,14 м выше ординара.
- 1825 — А. С. Пушкин закончил написание исторической драмы «Борис Годунов».
- 1850 — Альфред Теннисон становится поэтом-лауреатом.
- 1853 — Башкадыкларское сражение в ходе Крымской войны, в котором русские войска одержали победу над превосходящими силами противника.

### XX век
- 1905 — немецкий пассажирский пароход Hilda разбивается во время бурана на подводных камнях острова Сен-Мало.
- 1917 — побег генералов Л. Г. Корнилова, А. И. Деникина и А. С. Лукомского на Дон из Быховской тюрьмы.
- 1919
  - По инициативе М. Горького в Петрограде открывается Дом искусств.
  - Сенат США голосует против ратификации Версальского мирного договора, вследствие чего США вынуждены выйти из Лиги Наций.
  - Создана Первая Конная армия.
- 1920 — заключается договор между Никарагуа, Гондурасом и Коста-Рикой.
- 1924 — в Каире убит Ли Стэк, британский губернатор Судана.
- 1932 — в Германии президент Гинденбург предлагает Адольфу Гитлеру собрать коалицию, которая получила бы в парламенте поддержку большинства, однако лидер нацистов терпит неудачу (консультации продолжаются до 24 ноября).
- 1933
  - В Ленинграде основан Новый театр (с 1953 года — Ленинградский театр им. Ленсовета).
  - На парламентских выборах в Испании наибольшее число мест (115) получает Испанская конфедерация автономных правых (СЭДА).
- 1937 — академик Пётр Капица пишет письмо в правительство в знак протеста против лишения учёных возможности читать иностранные журналы.
- 1941 — западнее берегов Австралии произошёл бой между австралийским крейсером «Сидней» и немецким вспомогательным крейсером «Корморан», в результате которого оба корабля затонули.
- 1942 — начало контрнаступления советских войск под Сталинградом.
- 1943 — началась операция по освобождению островов Гилберта и Маршалловых островов от японских войск.
- 1944 — постановление Совнаркома СССР о мерах по восстановлению города Севастополя.
- 1946
  - Парламентские выборы в Румынии. В сформированном после выборов правительстве ключевую роль будут играть коммунисты.
  - Резолюция Генеральной Ассамблеи ООН против религиозного и расового преследования.
- 1947
  - Премьер-министр Франции Поль Рамадье ушёл в отставку.
  - Катастрофа самолёта Douglas DC-3 компании Transair Sweden в Санта-Мария-дель-Монте-Скала (Италия). 20 человек погибли.
- 1949 — коронован князь Монако Ренье III.
- 1962 — 5 членов кабинета, представляющих свободных демократов, подают в отставку в знак протеста против обвинений в адрес (ФРГ).
- 1965 — принятие Генеральной Ассамблеей ООН по инициативе СССР резолюции о нераспространении ядерного оружия.
- 1969
  - Американский космический корабль «Аполлон-12», пилотируемый астронавтами Чарльзом Конрадом, Аланом Бином и Ричардом Гордоном, осуществил посадку на Луну.
  - Бразильский футболист Пеле забил свой 1000-й мяч в своём 909-м матче.
  - Катастрофа самолёта Fairchild Hiller FH-227B на горе Пайлот Ноб (штат Нью-Йорк, США). Все 14 человек, находившихся на борту, погибли.
  - Правительство Ганы высылает из страны 500 тыс. мигрантов.
- 1972 — на парламентских выборах в ФРГ побеждают социал-демократы.
- 1977
  - На штат Андхра-Прадеш обрушился один из самых смертоносных тропических циклонов в истории Индии[6][7][8][9].
  - Катастрофа Boeing 727 в Фуншале. Из 164 человек на борту погиб 131.
  - Начался первый в истории визит арабского лидера — президента Египта Анвара Садата — в Израиль.
- 1978 — в результате массового самоубийства членов секты «Храм народов», руководимой Джимом Джонсом, в Гайане погибли 911 человек.
- 1979
  - Палата представителей США проголосовала за выделение помощи в размере 1,56 млрд долларов автомобильной компании «Chrysler Car Corporation».
  - первый рейс из Ленинграда в Москву скоростного поезда ЭР-200.
- 1980 — при посадке в условиях тумана в Сеуле разбился самолёт Boeing 747. Из 212 человек на борту погибли 15.
- 1985 — встреча Михаила Горбачёва и президента США Рональда Рейгана в Женеве.
- 1986 — в СССР принят закон «Об индивидуальной трудовой деятельности».
- 1990
  - В Париже подписан Договор об обычных вооружённых силах в Европе.
  - Около Ашхабада (Туркменистан) вследствие отказа двигателя потерпел крушение вертолёт Ми-8. Все 15 человек погибли.
  - В СССР вышел первый выпуск юмористической программы «Оба-на!».
- 1994 — на телеэкранах США состоялась премьера мультсериала «Человек-паук».
- 1995 — в Польше бывший коммунист Александр Квасьневский выиграл президентские выборы у президента Леха Валенсы, набрав 51,7 % голосов избирателей.
- 1996 — столкновение в аэропорту Куинси самолётов Beechcraft 1900C компании United Express и частного Beechcraft A100 King Air, погибли 14 человек.

### XXI век
- 2001 — катастрофа Ил-18 под Калязином. 27 погибших. Пассажирская эксплуатация Ил-18 в России запрещена.
- 2002 — танкер «Престиж», потерпевший аварию 13 ноября, развалился на две части и затонул у берегов Галисии, что вызвало катастрофический разлив нефти, ущерб составил несколько миллиардов долларов.
- 2004 — самая большая драка в истории американского спорта между клубами НБА «Детройт Пистонс» и «Индиана Пэйсерс».
- 2005 — вблизи Ступино разбился самолёт Cessna 208 Caravan компании «Иволга», погибли 8 человек.
- 2009 — теракт в Пешаваре (Пакистан). В результате взрыва у здания суда погибло 18 и ранено 44 человека[10].

## Родились

### До XIX века
- 1528 — Паоло Веронезе (ум. 1588), итальянский живописец эпохи Позднего Возрождения.
- 1596 — Хуан Гальван (ум. 1658), испанский живописец.
- 1600 — Карл I Стюарт (ум. 1649), король Англии (1625—1649).
- 1616 — Эсташ Лесюэр (ум. 1655), французский художник.
- 1607 — Эразм Квеллин Младший (ум. 1678), фламандский художник и график.
- 1654 — Луи де Булонь Младший (ум. 1733), французский придворный живописец, гравёр.
- 1663 — Фридрих Вильгельм Цахау (ум. 1712), немецкий музыкант и композитор.
- 1711 — Михаил Ломоносов (ум. 1765), русский учёный-естествоиспытатель, поэт, художник, историк, философ.
- 1770
  - Иван Крузенштерн (ум. 1846), русский мореплаватель, адмирал, руководитель первого русского кругосветного путешествия.
  - Бертель Торвальдсен (ум. 1844), датский художник, скульптор, представитель позднего классицизма.
- 1787 — Михаил Лобанов (ум. 1846), русский поэт и переводчик, академик.
- 1794 — граф Сергей Строганов (ум. 1882), русский археолог, меценат, коллекционер, московский генерал-губернатор.

### XIX век
- 1805 — Фердинанд де Лессепс (ум. 1894), французский дипломат, инженер, автор проекта и руководитель строительства Суэцкого канала.
- 1819 — Огюст Вакри (ум. 1895), французский поэт, публицист, журналист и редактор.
- 1831 — Джеймс Абрам Гарфилд (ум. 1881), 20-й президент США (март — сентябрь 1881).
- 1833 — Вильгельм Дильтей (ум. 1911), немецкий историк культуры и философ-идеалист.
- 1835 — Фицхью Ли (ум. 1905), командующий кавалерией армии Конфедерации в Гражданскую войну в США, генерал-майор.
- 1839 — Эмиль Шкода (ум. 1900), чешский инженер, предприниматель, основатель машиностроительного завода Škoda.
- 1840 — Александр Ковалевский (ум. 1901), русский биолог, один из основоположников эмбриологии и физиологии.
- 1843 — Рихард Авенариус (ум. 1896), швейцарский философ-идеалист, один из основоположников эмпириокритицизма.
- 1859 — Михаил Ипполитов-Иванов (ум. 1935), русский советский композитор, дирижёр, народный артист Республики (1922).
- 1875 — Михаил Калинин (ум. 1946), советский государственный и партийный деятель, с 1938 года Председатель Президиума Верховного Совета СССР.
- 1887 — Джеймс Батчеллер Самнер (ум. 1955), американский биохимик, доказавший белковую природу ферментов, лауреат Нобелевской премии по химии (1946).
- 1888 — Хосе Рауль Капабланка (ум. 1942), кубинский шахматист, третий чемпион мира (с 1921 по 1927).
- 1891 — Генрих Ягода (расстрелян в 1938), первый нарком внутренних дел СССР (1934—1936).
- 1894 — Америку Томаш (ум. 1987), португальский военный и государственный деятель. Адмирал.
- 1899 — Аллен Тейт (ум. 1979), американский поэт, писатель, эссеист, литературный критик.
- 1900
  - Павел Жигарев (ум. 1963), Главный маршал авиации, главнокомандующий ВВС СССР (1949—1957).
  - Анна Зегерс (наст. имя Нетти Радваньи; ум. 1983), немецкая писательница.
  - Павел Курочкин (ум. 1989), советский военачальник, генерал армии, Герой Советского Союза.
  - Михаил Лаврентьев (ум. 1980), советский математик, академик, основатель Сибирского отделения АН СССР.
  - Александр Новиков (ум. 1976), Главный маршал авиации, дважды Герой Советского Союза.

### XX век
- 1901 — Нина Бари (ум. 1961), советский математик.
- 1903 — Асаф Мессерер (ум. 1992), артист балета, балетмейстер и педагог, народный артист СССР.
- 1908 — Михаил Чулаки (ум. 1989), советский композитор, педагог, театральный деятель.
- 1909 — Питер Друкер (ум. 2005), американский экономист, «отец» современной теории менеджмента.
- 1915 — Эрл Сазерленд (ум. 1974), американский физиолог, лауреат Нобелевской премии (1971).
- 1917 — Индира Ганди (убита в 1984), индийский политик, премьер-министр Индии (с 1966).
- 1921 — Эмиль Брагинский (ум. 1998), советский и российский кинодраматург, сценарист.
- 1922 — Юрий Кнорозов (ум. 1999), советский и российский историк, этнограф и языковед, первым расшифровавший письменность индейцев майя.
- 1924
  - Ян Отченашек (ум. 1979), чешский прозаик и сценарист.
  - Уильям Расселл (ум. 2024), британский английский актёр.
- 1933 — Ларри Кинг (наст. имя Лоуренс Харви Зейгер) (ум. 2021), американский тележурналист, ведущий ток-шоу «Larry King Live».
- 1934 — Валентин Иванов (ум. 2011), футболист, капитан сборной СССР, тренер.
- 1938 — Тед Тёрнер, американский бизнесмен, основатель телеканала CNN.
- 1942 — Кельвин Кляйн, американский дизайнер одежды, законодатель моды.
- 1943 — Фред Липсиус, американский саксофонист и аранжировщик, бывший участник джаз-рок-группы «Blood, Sweat & Tears».
- 1946
  - Юрий Кувалдин, русский писатель, литературный критик, публицист, первый частный издатель в СССР (1989).
  - Елена Преснякова, советская и российская певица, вокалистка ВИА «Самоцветы».
- 1947 — Лилита Озолиня, советская и латвийская актриса театра и кино.
- 1949 — Игорь Назарук, советский и российский композитор, джазовый музыкант.
- 1957 — Офра Хаза (ум. 2000), израильская певица и актриса.
- 1958 — Альгирдас Буткявичюс, литовский политик, премьер-министр Литвы (2012—2016).
- 1959 — Эллисон Дженни, американская актриса театра, кино и телевидения, обладательница премии «Золотой глобус», семи премий «Эмми».
- 1961 — Мег Райан (при рожд. Маргарет Мэри Эмили Энни Хайнс), американская актриса, кинопродюсер.
- 1962 — Джоди Фостер, американская актриса кино и телевидения, кинорежиссёр, продюсер, обладательница премий «Оскар», «Золотой глобус» и др.;
- 1965 — Лоран Блан, французский футболист и тренер, чемпион мира (1998) и Европы (2000) как игрок
- 1966 — Гейл Диверс, американская легкоатлетка, трёхкратная олимпийская чемпионка, многократная чемпионка мира.
- 1976 — Петр Сикора, чешский хоккеист, двукратный обладатель Кубка Стэнли и двукратный чемпион мира.
- 1978 — Махе Драйсдейл, новозеландский гребец (академическая гребля), двукратный олимпийский чемпион.
- 1980 — Владимир Радманович, югославский и сербский баскетболист, чемпион мира (2002).
- 1983
  - Адам Драйвер, американский актёр, номинант на премии «Оскар» и «Золотой глобус».
  - Чандра Крофорд, канадская лыжница, олимпийская чемпионка в личном спринте (2006).
- 1986 — Джессика Шиппер, австралийская пловчиха, двукратная олимпийская чемпионка, многократная чемпионка мира.
- 1987 — Фэн Чжэ, китайский гимнаст, двукратный олимпийский чемпион.
- 1988 — Патрик Кейн, американский хоккеист, трёхкратный обладатель Кубка Стэнли.
- 1992 — Брэндон Фрейзер, американский фигурист, выступающий в парном фигурном катании, олимпийский чемпион в командных соревнованиях (2022), чемпион мира (2022) и в командных соревнованиях (2023), трёхкратный чемпион США.
- 1993 — Сусо, испанский футболист.
- 1999 — Евгения Медведева, российская фигуристка, двукратная чемпионка мира и Европы (2016, 2017), двукратный призёр Олимпийских игр (2018).

## Скончались

### До XIX века
- 1557 — Бона Сфорца (р. 1494), вторая супруга польского короля Сигизмунда I.
- 1582 — Иван Иванович (р. 1554), старший сын Ивана Грозного.
- 1630 — Иоганн Герман Шейн (р. 1586), немецкий композитор.
- 1665 — Никола Пуссен (р. 1594), французский художник, придворный портретист Людовика XIII.
- 1692 — Томас Шедвелл (р. 1642), английский драматург и поэт, поэт-лауреат.

### XIX век
- 1828 — Франц Шуберт (р. 1797), австрийский композитор.
- 1851 — Мария Даргомыжская (р. 1788), русская поэтесса, мать композитора А. С. Даргомыжского.
- 1883 — Карл Сименс (р. 1823), британский металлург и изобретатель.
- 1885 — Николай Данилевский (р. 1822), русский социолог, культуролог, идеолог панславизма.
- 1887 — Эмма Лазарус (р. 1849), американская поэтесса и писательница.
- 1888 — Пётр Глотов (р. 1827), генерал-лейтенант Русской императорской армии.
- 1892 — Виктор Клюшников (р. 1841), русский журналист и писатель-беллетрист.
- 1898 — Елена Поленова (р. 1850), русский живописец, график, декоратор, книжный иллюстратор, сестра В. Д. Поленова.

### XX век
- 1915 — расстрелян Джо Хилл (р. 1879), американский поэт-песенник, борец за права трудящихся.
- 1928 — погиб Анатолий Дуров (р. 1887), русский артист цирка, клоун, дрессировщик.
- 1938 — Лев Шестов (р. 1866), русский философ.
- 1942
  - Максим Кончаловский (р. 1875), русский советский терапевт, основатель научной школы.
  - Бруно Шульц (р. 1892), польский писатель и художник еврейского происхождения.
- 1956
  - Лев Руднев (р. 1885), русский советский архитектор, ведущий практик сталинской архитектуры.
  - Илья Сургучёв (р. 1881), русский прозаик и драматург, эмигрант.
- 1965 — Александр Мясников (р. 1899), советский врач, терапевт, академик АМН СССР.
- 1966 — Елена Катульская (р. 1888), камерная и оперная певица, солистка Большого театра, народная артистка СССР.
- 1967 — Казимир Функ (р. 1884), польско-американский биохимик; ввёл понятие витамин.
- 1970
  - Андрей Ерёменко (р. 1892), советский военачальник, маршал, Герой Советского Союза.
  - Мария Юдина (р. 1899), советская пианистка.
- 1975 — Виктор Авдюшко (р. 1925), актёр театра и кино, народный артист РСФСР.
- 1976 — Станислав Ваупшасов (р. 1899), советский разведчик, Герой Советского Союза.
- 1977 — Сергей Фриш (р. 1899), советский физик-оптик, член-корреспондент АН СССР.
- 1980 — Андреас Незеритис (р. 1897), греческий композитор, пианист и педагог.
- 1988 — Кристина Онассис (р. 1950), греческая предпринимательница, судовладелец, дочь Аристотеля Онассиса.
- 1990 — Георгий Флёров (р. 1913), советский физик-ядерщик, академик АН СССР.
- 1991 — Леонид Оболенский (р. 1902), киноактёр, режиссёр, художник-декоратор, народный артист РСФСР.
- 1992 — Зоя Белая (р. 1924), артистка Московского театра оперетты, киноактриса, заслуженная артистка РСФСР.
- 1993 — Леонид Гайдай (р. 1923), кинорежиссёр, сценарист, актёр, народный артист СССР.
- 1994 — Джулиан Саймонс (р. 1912), английский детективный писатель, историк, биограф, поэт, литературный критик.
- 1998 — Алан Джей Пакула (р. 1928), американский кинорежиссёр, продюсер.

### XXI век
- 2004 — Джон Вейн (р. 1927), британский фармаколог, лауреат Нобелевской премии по физиологии и медицине (1982).
- 2005 — Михаил Агеев (р. 1931), советский и российский учёный, разработчик подводных аппаратов, академик РАН.
- 2012 — Борис Стругацкий (р. 1933), советский и российский писатель-фантаст, сценарист, переводчик.
- 2013 — Фредерик Сенгер (р. 1918), английский биохимик, дважды лауреат Нобелевской премии (1958, 1980).
- 2017 — Чарльз Мэнсон (р. 1934), американский серийный убийца.
- 2023
  - Розалин Картер (р. 1927), Первая леди США (1977—1981).
  - Джосс Экленд (р. 1928), английский актёр.

## Приметы
Павел и Варлаам, Павел Исповедник и Варлаам Хутынский. Ледостав.
- Если на ледостав снегопад, зиму надо ждать снежную, благоприятную для озимых.
- Если лёд на реке к этому дню становится грудами — и хлеба будут груды, а гладко — так и хлеба будет гладко.
- Если у лошадей хороший аппетит, то зимой они болеть не будут.
- Если корова в этот день дала много молока, то зимой будут хорошие удои.
- Когда стоит на улице безветрие — к скорым морозам[11].